# Craugastor tarahumaraensis
Espèce
Synonymes
- Eleutherodactylus tarahumaraensis Taylor, 1940

Statut de conservation UICN

 LC  : Préoccupation mineure
Craugastor tarahumaraensis est une espèce d'amphibiens de la famille des Craugastoridae.

## Répartition
Cette espèce est endémique du Mexique. Elle se rencontre dans les monts Tarahumara et la Sierra Madre Occidentale dans les États du Sonora, de Chihuahua, de Durango et du Jalisco, vers 2 400 m d'altitude.

## Étymologie
Son nom d'espèce, composé de tarahumara et du suffixe latin -ensis, « qui vit dans, qui habite », lui a été donné en référence au lieu de sa découverte.

## Publication originale
- Taylor, 1940 : A new frog from the Tarahumara Mountains of Mexico. Copeia, vol. 1940, no 4, p. 250-253.